# Emphatic
Emphatic — американський рок-гурт, утворений у 2005 році, в місті Омаха, штат Небраска.

## Склад гурту
- Патрик Уилсон (Patrick Wilson): Вокал
- Джастин МакКейн (Justin McCain): Гітара
- Ланс Доудл (Lance Dowdle): Гітара
- Алан Ларсон (Alan Larson): Бас-гітара
- Дилан Вуд (Dylan Wood): Ударні
- Джеф Фенн (Jeff Fenn): Клавішні

## Дискографія
- Emphatic (2005)
- «Goodbye Girl», EP, (2008)
- Riot EP (2010)
- Damage (2010)